# Ісландський університет освіти
64°08′13″ пн. ш. 21°54′09″ зх. д. / 64.13686944° пн. ш. 21.90258611° зх. д.

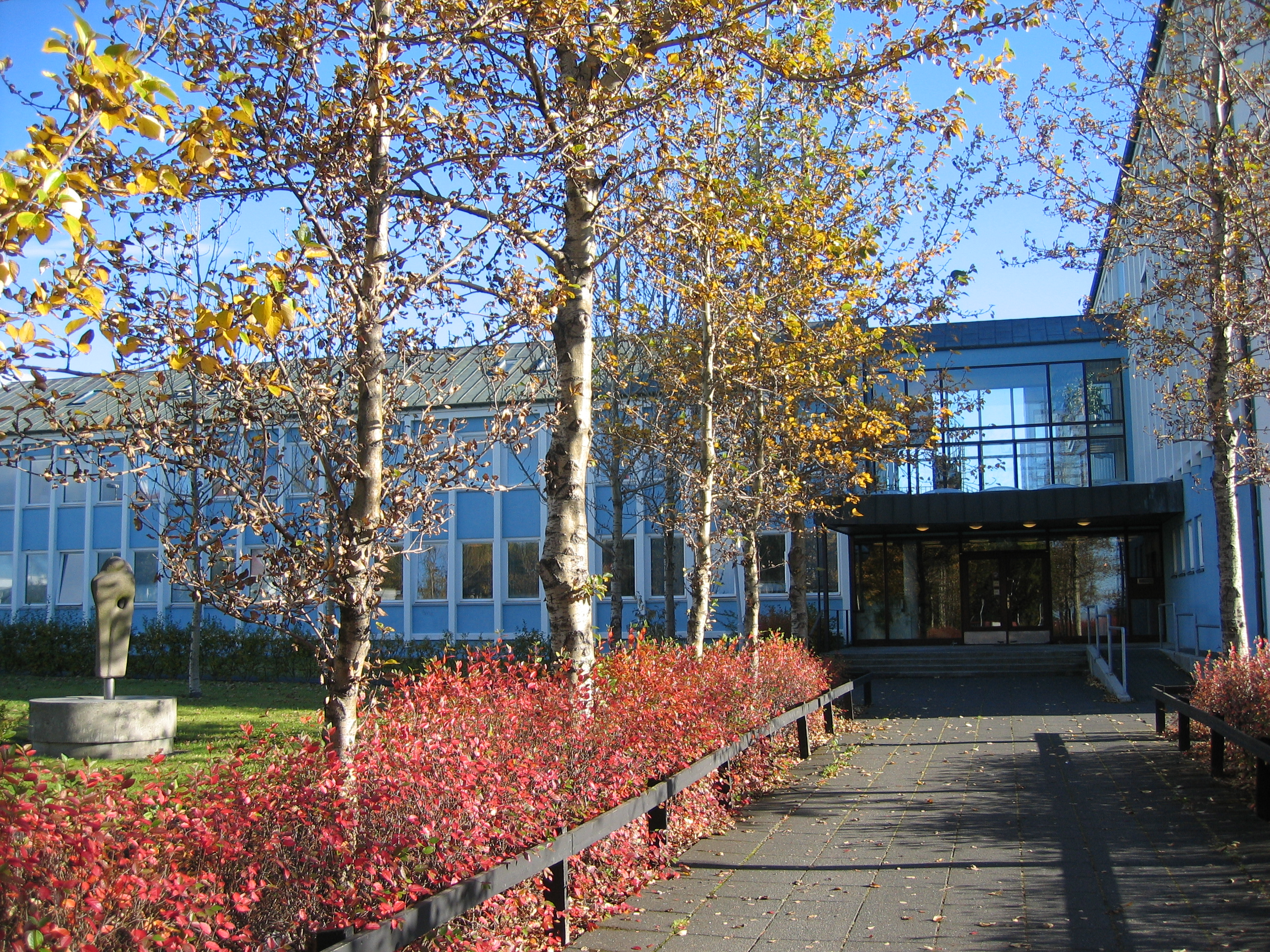
вхід

Ісландський університет освіти був звичайним університетом в Ісландії. У липні 2008 року він об'єднався з університетом Ісландії й тепер називається Школа освіти. Навчалося близько 2300 студентів, більша частина з яких були студентами дистанційного навчання. Університет запропонував BA, Bf B Ed. і ступінь бакалавра, а також магістратуру і докторські ступені.
Головний кампус знаходиться в Рейк'явіку. Головна будівля знаходиться в районі Стаккаліда, а художній відділ знаходиться поруч за адресою Skipholt 37. Підрозділ спорту та фізичного виховання розташований у кампусі Лаугарватн на півдні Ісландії, приблизно за 90 кілометрів від Рейк'явіка.